# Fußball-Weltmeisterschaft 1986/Frankreich
Die französische Fußballnationalmannschaft bei der Fußball-Weltmeisterschaft 1986 in Mexiko:

## Qualifikation

Eintrittskarte DDR gegen Frankreich

Frankreich ging als frischgekürter Europameister in die Gruppe 4 und wurde zunächst auch seiner Favoritenrolle gerecht. Nach Niederlagen gegen Bulgarien und die DDR geriet die Qualifikation dann jedoch noch in Gefahr. Erst der 2:0-Sieg im letzten Spiel gegen Jugoslawien brachte die endgültige Qualifikation.
|    | Land        | Sp. | S | U | N | Tore | Punkte |
| -- | ----------- | --- | - | - | - | ---- | ------ |
| 1. | Frankreich  | 8   | 5 | 1 | 2 | 15:4 | 11:5   |
| 2. | Bulgarien   | 8   | 5 | 1 | 2 | 13:5 | 11:5   |
| 3. | DDR         | 8   | 5 | - | 3 | 16:9 | 10:6   |
| 4. | Jugoslawien | 8   | 3 | 2 | 3 | 7:8  | 8:8    |
| 5. | Luxemburg   | 8   | - | - | 8 | 2:27 | 0:16   |

| Luxemburg   | - | Frankreich  | 0:4 (0:4) | Battiston 2', Platini 13', Stopyra 24' 33'                  |
| Frankreich  | - | Bulgarien   | 1:0 (0:0) | Platini 62'                                                 |
| Frankreich  | - | DDR         | 2:0 (1:0) | Stopyra 32', Anziani 89'                                    |
| Jugoslawien | - | Frankreich  | 0:0       |                                                             |
| Bulgarien   | - | Frankreich  | 2:0 (1:0) | Dimitrow 11', Sirakow 61'                                   |
| DDR         | - | Frankreich  | 2:0 (0:0) | Ernst 53', Kreer 81'                                        |
| Frankreich  | - | Luxemburg   | 6:0 (4:0) | Rocheteau 4' 29' 48', Touré 24', Giresse 36', Fernandez 47' |
| Frankreich  | - | Jugoslawien | 2:0 (1:0) | Platini 2' 71'                                              |

## Kader
| Nr.        | Spieler             | damaliger Verein     | Geburtsdatum      | WM 1986 Spiele / Tore | WM 1986 Spiele / Tore | Gelbe Karte | Rote Karte |
| Torhüter   | Torhüter            | Torhüter             | Torhüter          | Torhüter              | Torhüter              | Torhüter    | Torhüter   |
| ---------- | ------------------- | -------------------- | ----------------- | --------------------- | --------------------- | ----------- | ---------- |
| 1          | Joël Bats           | Paris Saint-Germain  | 4. Januar 1957    | 6                     | -                     | -           | -          |
| 21         | Philippe Bergeroo   | FC Toulouse          | 13. Januar 1954   | -                     | -                     | -           | -          |
| 22         | Albert Rust         | FC Sochaux           | 10. Oktober 1953  | 1                     | -                     | -           | -          |
| Abwehr     |                     |                      |                   |                       |                       |             |            |
| 2          | Manuel Amoros       | AS Monaco            | 1. Februar 1962   | 7                     | 1                     | 1           | -          |
| 3          | William Ayache      | FC Nantes            | 10. Januar 1961   | 4                     | -                     | 2           | -          |
| 4          | Patrick Battiston   | Girondins Bordeaux   | 12. März 1957     | 7                     | -                     | -           | -          |
| 5          | Michel Bibard       | Paris Saint-Germain  | 30. November 1958 | 1                     | -                     | -           | -          |
| 6          | Maxime Bossis       | Racing Club Paris    | 25. Juni 1955     | 7                     | -                     | -           | -          |
| 7          | Yvon Le Roux        | FC Nantes            | 19. April 1960    | 1                     | -                     | -           | -          |
| Mittelfeld |                     |                      |                   |                       |                       |             |            |
| 8          | Thierry Tusseau     | Girondins Bordeaux   | 19. Januar 1958   | 4                     | -                     | -           | -          |
| 9          | Luis Fernández      | Paris Saint-Germain  | 2. Oktober 1959   | 6                     | 1                     | 2           | -          |
| 10         | Michel Platini      | Juventus Turin (ITA) | 21. Juni 1955     | 6                     | 2                     | -           | -          |
| 11         | Jean-Marc Ferreri   | AJ Auxerre           | 26. Dezember 1962 | 4                     | 1                     | -           | -          |
| 12         | Alain Giresse       | Girondins Bordeaux   | 2. August 1952    | 6                     | -                     | -           | -          |
| 13         | Bernard Genghini    | AS Monaco            | 18. Januar 1958   | 1                     | 1                     | -           | -          |
| 14         | Jean Tigana         | Girondins Bordeaux   | 23. Juni 1955     | 7                     | 1                     | -           | -          |
| 15         | Philippe Vercruysse | Racing Club Lens     | 28. Januar 1962   | 3                     | -                     | -           | -          |
| Angriff    |                     |                      |                   |                       |                       |             |            |
| 16         | Bruno Bellone       | AS Monaco            | 14. März 1962     | 4                     | -                     | -           | -          |
| 17         | Jean-Pierre Papin   | FC Brügge (BEL)      | 5. November 1963  | 4                     | 2                     | -           | -          |
| 18         | Dominique Rocheteau | Paris Saint-Germain  | 14. Januar 1955   | 4                     | 1                     | 1           | -          |
| 19         | Yannick Stopyra     | FC Toulouse          | 9. Januar 1961    | 6                     | 2                     | -           | -          |
| 20         | Daniel Xuereb       | Racing Club Lens     | 22. Juni 1959     | 1                     | -                     | -           | -          |
| Trainer    |                     |                      |                   |                       |                       |             |            |
|            | Henri Michel        |                      | 28. Oktober 1947  |                       |                       |             |            |

## Französische Spiele bei der WM 1986

### Vorrunde (Gruppe C)
- Frankreich – Kanada 1:0 – Tor: 1:0 Papin (78. Min.)
- Frankreich – Sowjetunion 1:1 – Tore: 0:1 Raz (53. Min.), 1:1 Fernandez (61. Min.)
- Frankreich – Ungarn 3:0 – Tore: 1:0 Stopyra (41. Min.), 2:0 Tigana (62. Min.), 3:0 Rocheteau (84. Min.)

Frankreich qualifizierte sich als Gruppenzweiter hinter der Sowjetunion für das Achtelfinale.

### Achtelfinale
- Frankreich – Italien 2:0 – Tore: 1:0 Platini (14. Min.), 2:0 Stopyra (57. Min.)

### Viertelfinale
- Frankreich – Brasilien 1:1 nach Verlängerung – 5:4 nach Elfmeterschießen – Tore: 0:1 Careca (18. Min.), 1:1 Platini (41. Min.)

Brasilien galt als Topfavorit für die Weltmeisterschaft und musste sich in einem Elfmeterschießen dem Europameister geschlagen geben. Den ersten Elfmeter verschoss der brasilianische Kapitän Sócrates, Stopyra schoss für Frankreich das 2:1, dann trafen Alemão und Amoros. Zico, Bellone und Branco waren als nächste Schützen erfolgreich. Dann trat Frankreichs bester Mann und Kapitän Platini an und vergab die Chance. Jedoch vergab auch der nächste Brasilianer Júlio César. Luis Fernandez schoss schließlich Frankreich ins Halbfinale.

### Halbfinale
- Frankreich – Deutschland 0:2 – Tore: 0:1 Brehme (9. Min.). 0:2 Völler (90. Min.)

### Spiel um Platz 3
- Frankreich – Belgien 4:2 nach Verlängerung – Tore: 0:1 Ceulemans (10. Min.), 1:1 Ferreri (26. Min.), 2:1 Papin (42. Min.), 2:2 Claesen (72. Min.), 3:2 Genghini (103. Min.), 4:2 Amoros (108. Min. per Foulelfmeter)